# Goodwood Circuit
Der Goodwood Circuit ist eine Motorsport-Rennstrecke auf dem Areal von Goodwood House, dem Landsitz der Herzöge von Richmond in Großbritannien. Die Strecke führt um das im Zweiten Weltkrieg erbaute Goodwood Airfield. Sie gilt als Zentrum des historischen Motorsports in Gross-Britannien und ist weltweit die einzige Strecke die nach FIA Grad 4H (Historic) homologiert ist.

## Geschichte

### RAF Westhampnett

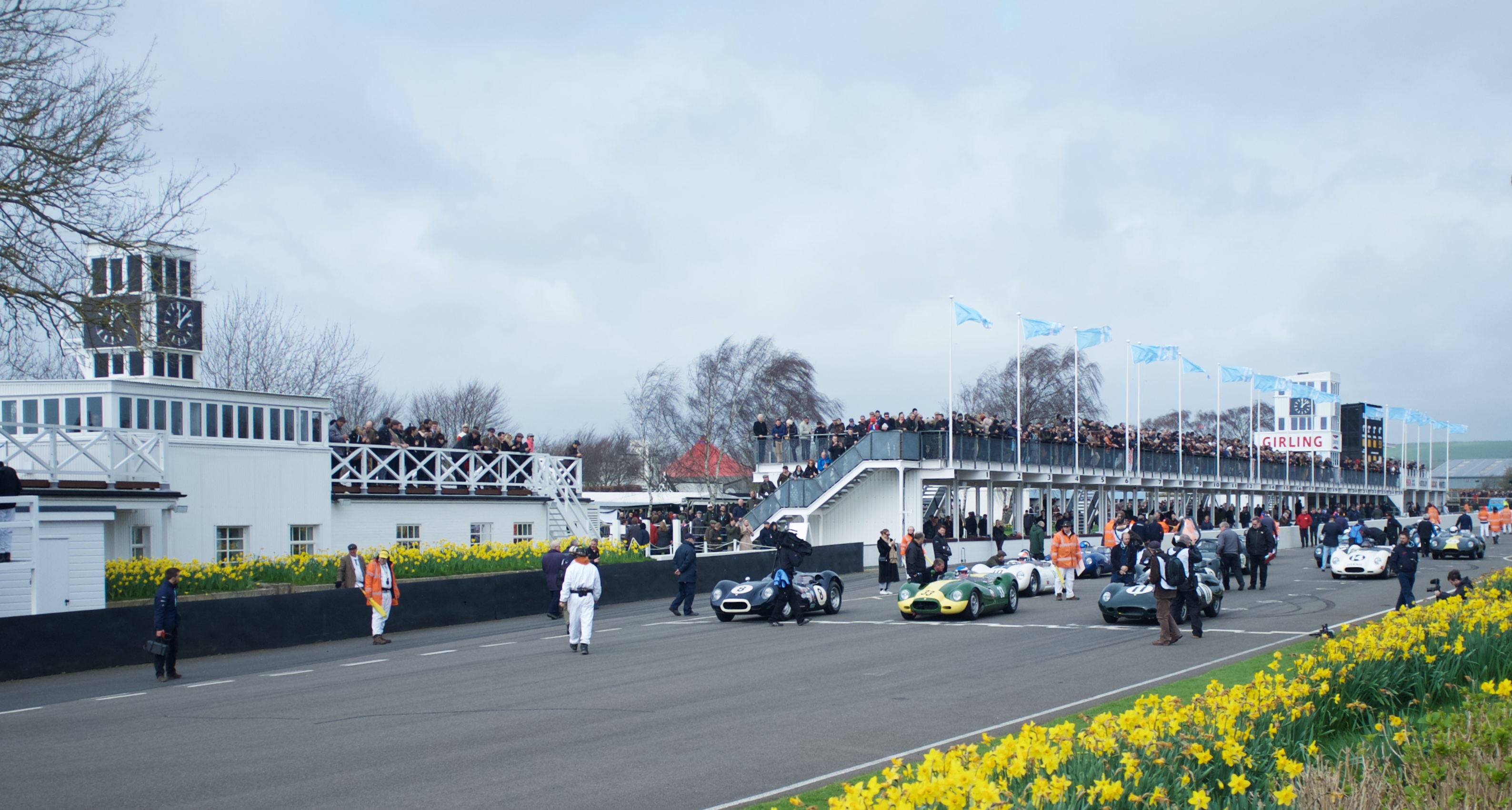
Start-Zielgerade in Goodwood – Bild vom 75. Goodwood Members Meeting

Das heutige Autodrome liegt auf dem Gelände eines ehemaligen Militärflugplatzes der Royal Air Force, der während des Zweiten Weltkrieges als Royal Air Force Station Westhampnett (kurz RAF Westhampnett) bezeichnet wurde. Der Platz diente als Notlandeplatz von mit Hurricane und Spitfire ausgerüsteten Jagdstaffeln der nahegelegenen Station RAF Tangmere.

### Goodwood Motor Racing Circuit

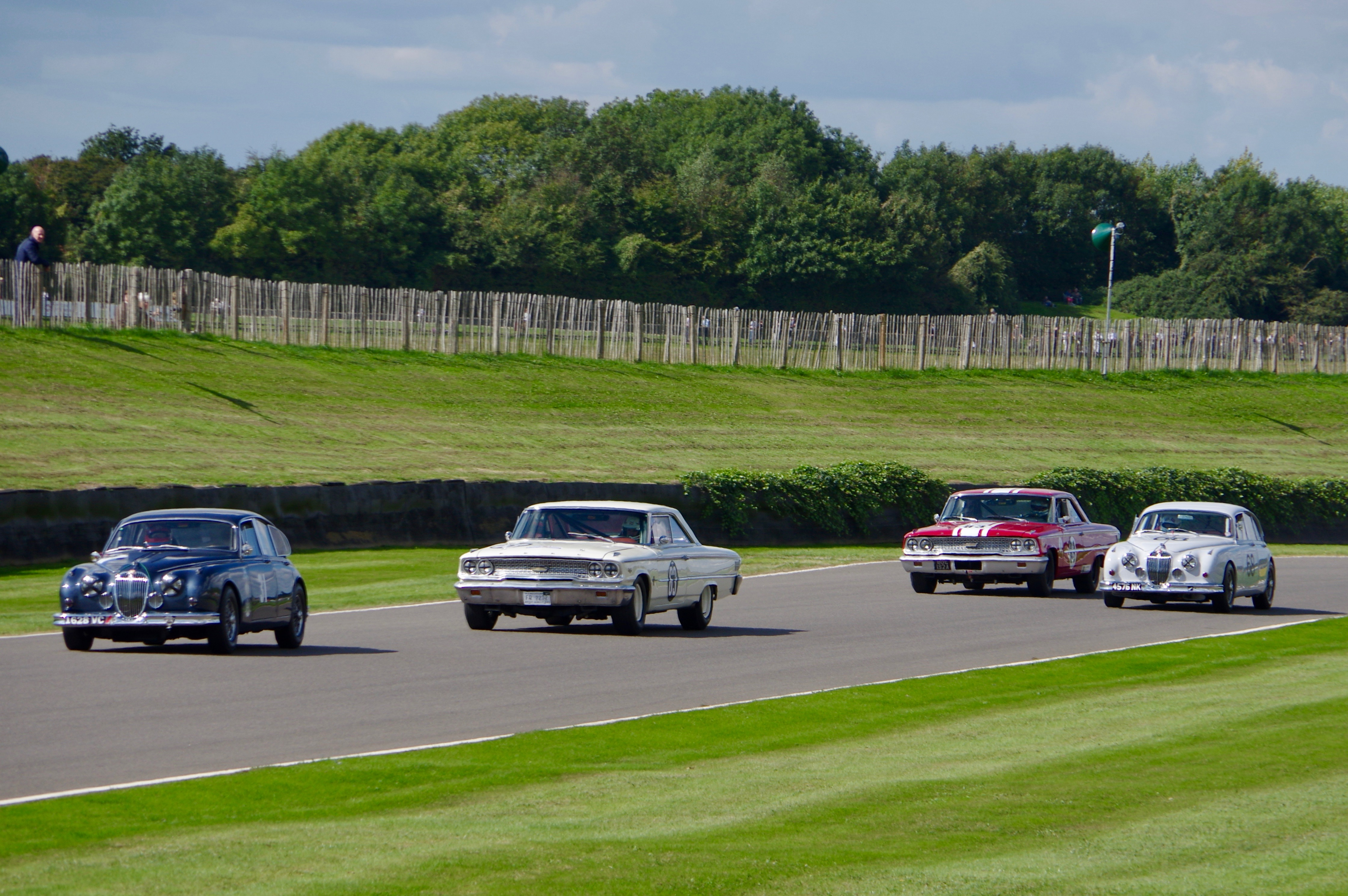
Historisches Rennen auf dem Goodwood Circuit (2018)

Am 18. September 1948 fand das erste Rennen statt, das Stirling Moss in der 500-cm³-Klasse gewann.
Bei einem Formel-1-Rennen ohne Weltmeisterschaftsstatus (Glover Trophy) am 23. April 1962 kam Stirling Moss an vierter Stelle liegend von der Strecke ab und prallte gegen einen Erdwall. Er erlitt Knochenbrüche und ein Hirntrauma, lag im Koma und war zunächst halbseitig gelähmt. Er brauchte über ein Jahr zur Genesung und beendete anschließend seine Karriere.
Im Laufe der Jahre war die Rennstrecke Austragungsort zahlreicher Rennen. Aufgrund der immer höheren Geschwindigkeiten genügte die Strecke ab 1966 nicht mehr den Sicherheitsstandards. Der Rennbetrieb wurde daher nach dem letzten Rennen am 2. Juli 1966 eingestellt.
Bei einer Testfahrt am 2. Juni 1970 verunglückte der McLaren-Gründer Bruce McLaren in einem CanAm-McLaren tödlich. Bei dem Unfall wurde die Heckverkleidung des Fahrzeugs infolge des hohen Anpressdrucks weggerissen, der Wagen prallte bei 200 km/h gegen eine Mauer, Bruce McLaren wurde herausgeschleudert und starb.
Seit 1998 findet auf der Rennstrecke jährlich im September das Goodwood Revival  statt. Teilnehmen dürfen die Fahrzeuge, die in der damaligen Zeit als echte Rennwagen gestartet sind (1948–1966). Diese Veranstaltung hat ein besonderes Flair, da die Rennstrecke sich noch weitgehend im damaligen Zustand befindet und viele Besucher zeitgenössische Kleidung tragen.
In direkter Nachbarschaft befindet sich das Werk Goodwood plant von Rolls-Royce Motor Cars.

### Goodwood Hillclimb Circuit
Etwa 2 km nordöstlich des Rundkurses befindet sich der Goodwood Hillclimb Circuit auf dem alljährlich das Goodwood Festival of Speed stattfindet und auf dem 1939 die Rennsport-Geschichte in Goodwood begann. Die Bergrennstrecke grenzt an das Goodwood House des Earl of March, der auch der derzeitige Besitzer der Strecke ist.

## Weblinks

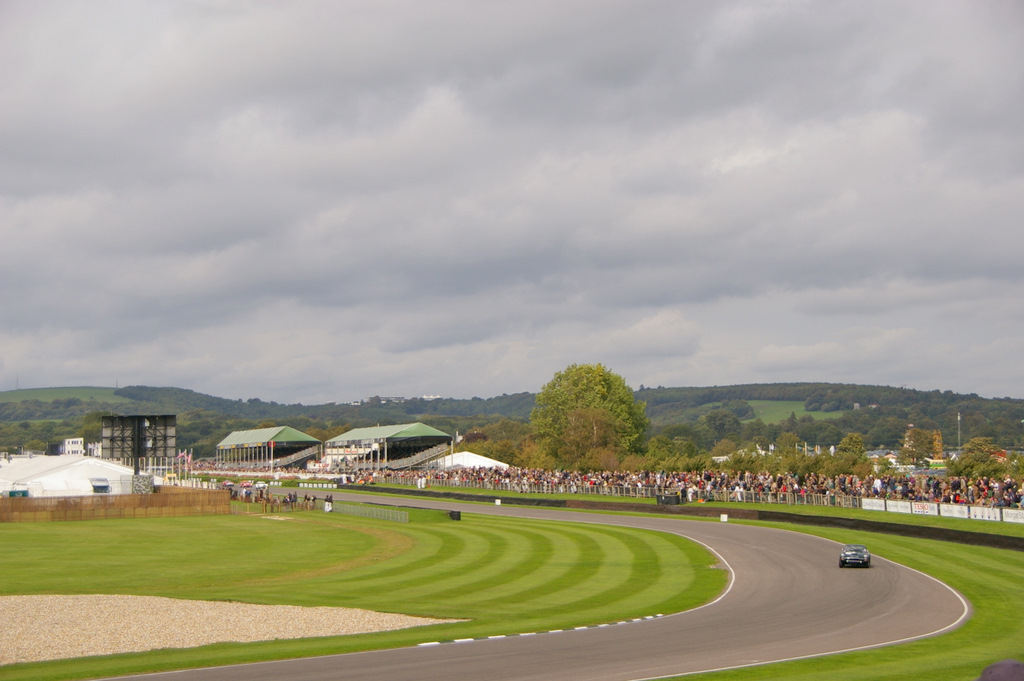
Turn 1 auf dem Goodwood Circuit